# Еберсбах (Дебельн)
Еберсбах (нім. Ebersbach) — громада у Німеччині, у землі Саксонія. підпорядковується адміністративному округу Хемніц. Входить до складу району Середня Саксонія. Підпорядковується управлінню Дебельн. 
Населення - 1 079 осіб (на 31 грудня 2006). Площа - 6,75 км². Офіційний код — 14 3 75 040. 

## Адміністративний поділ
Громада підрозділяється на 4 сільські округи. 
| Німеччина | Це незавершена стаття з географії Німеччини. Ви можете допомогти проєкту, виправивши або дописавши її. |